# Hyperaspidius venustulus
Hyperaspidius venustulus är en skalbaggsart som först beskrevs av Étienne Mulsant 1850.  Hyperaspidius venustulus ingår i släktet Hyperaspidius och familjen nyckelpigor. Inga underarter finns listade i Catalogue of Life.